# Bransouze
Bransouze (in tedesco Branitzlosen) è un comune della Repubblica Ceca facente parte del distretto di Třebíč, nella regione di Vysočina.